# Rodovia diagonal
Rodovia diagonal é a denominação recebida pelas rodovias federais brasileiras que cruzam o país em dois modos de orientação: noroeste-sudeste ou nordeste-sudoeste.

## Identificação
- Nomenclatura: BR-3XX
- Primeiro algarismo: 3 (três)
- Algarismos restantes: a numeração pode variar de 01 a 99.

## Lista de rodovias diagonais

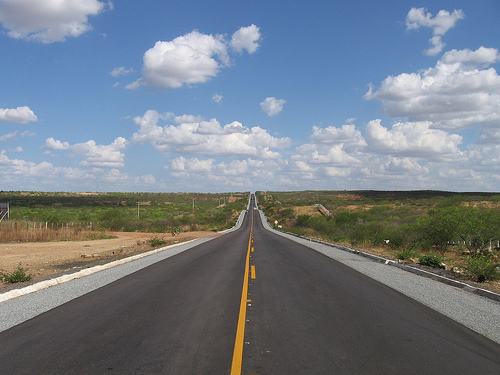
BR-304 no estado do Rio Grande do Norte.

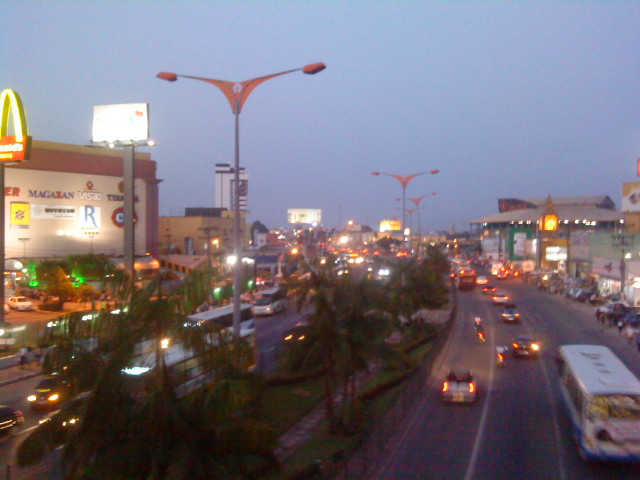
Entrada em Belém do Pará, ponto mais oeste da BR 316

- BR-304
- BR-307
- BR-308
- BR-316
- BR-317
- BR-319
- BR-324
- BR-330
- BR-342
- BR-343
- BR-349
- BR-352
- BR-354
- BR-356
- BR-359
- BR-361
- BR-363
- BR-364
- BR-365
- BR-367
- BR-369
- BR-373
- BR-374
- BR-376
- BR-377
- BR-381
- BR-383
- BR-386
- BR-392
- BR-393